# Faustino Hernán Asprilla
Faustino Hernán Asprilla Hinestroza (Tuluá, 10 de novembre, 1969) fou un futbolista colombià

## Trajectòria
Després de brillar als clubs colombians Cúcuta Deportivo i Atlético Nacional, Asprilla fou traspassat al Parma FC per US$4.5 milions el 1992. Tres anys més tard fitxà pel Newcastle United FC per 6.7 milions de lliures. Retornà a Parma el 1998, i acabà la seva carrera jugant a diversos equips d'Amèrica (a Argentina, Brasil, Mèxic, Xile i Colòmbia).
Marcà 20 gols en 57 partits per la selecció de Colòmbia entre els anys 1993 i 2001. Participà en els Jocs Olímpics de Barcelona 92, les Copes Amèrica de 1993 i 1995, i els Mundials de 1994 i 1998.

## Palmarès

### Atlético Nacional
- Copa Libertadores: 1989
- Lliga colombiana de futbol: 1991

### Parma
- Recopa d'Europa de futbol: 1992/93
- Supercopa d'Europa de futbol: 1993/94
- Copa de la UEFA: 1994/95

### Palmeiras
- Torneig Rio-São Paulo: 2000
- Copa dos Campeões: 2000